# Cheiloneurus divinus
Cheiloneurus divinus är en stekelart som först beskrevs av Girault 1926.  Cheiloneurus divinus ingår i släktet Cheiloneurus och familjen sköldlussteklar. Inga underarter finns listade i Catalogue of Life.